# Deztroyer
Deztroyer war eine deutsche Thrash-Metal-Band aus dem Raum Darmstadt, die im Jahr 1986 gegründet und 1991 wieder aufgelöst wurde.

## Geschichte
Ende des Jahres 1985 gründeten Gitarrist Uwe Becker und Bassist Christoph „Stripe“ Schinzel zusammen mit Schlagzeuger Matthias Röseler Sänger Ralf Couard die Band Destroyer. Im Jahr 1988 änderte die Band ihren Namen in Deztroyer um. Da viele Mitglieder während dieser Zeit noch in anderen Bands aktiv waren, probten sie zusammen nur unregelmäßig. Anfang April 1986 verletzte sich Gitarrist Becker an der linken Hand schwer, sodass die Band vorerst pausieren musste. Als Becker wieder vollständig genesen war, formierte er mit Schinzel die Band neu. Im August 1986 kam mit Markus Gnap ein neuer Schlagzeuger zur Band. Am 2. September 1986 hielten sie zusammen mit Sänger Peter „Pete“ Kulp die erste richtige Session im Gundernhäuser Proberaum ab. In dieser Besetzung spielte man in den folgenden Jahren diverse Konzerte. Während dieser Zeit kaum außerdem Darin „Eddie“ Smith als zweiter Gitarrist zur Band.
Im Juli 1989 stieß mit Jens Gellner ein neuer Schlagzeuger zur Band. Gellner ersetzte Markus Gnap, der aus persönlichen Gründen die Band verlassen hatte und kurze Zeit später bei der Band Disbelief einstieg. In der Folge gab es Auftritte zusammen mit Hades, Midas Touch, Vendetta, Deathrow, Squealer, Erosion, Emils, Die Arschgebuiden und Devastate. Im November 1989 begab sich die Band ins Studio, um einige Promoaufnahmen anzufertigen. Im September 1990 nahm Deztroyer dann in den Delta-Studios, in denen auch schon Accept und Lou Reed Tonträger eingespielt hatten, ihr Debütalbum namens Climate Change auf. Das Album wurde lediglich mit einer Auflage von 100 Stück veröffentlicht.  Die geringe Auflage ergab sich aus einer Uneinigkeit zwischen Label und Band, weswegen das Label den Musikern lediglich die per Vertrag zustehenden Belegexemplare pressen ließ. Erst 2001 konnte das Album – als Eigenproduktion und um drei Stücke ergänzt – in höherer Auflage erscheinen. Deztroyer hatte aber seinerzeit entnervt aufgegeben und sich im Sommer 1991 getrennt.

## Stil
Die Band spielte technisch anspruchsvollen Thrash Metal, der an den aus der San Francisco Bay Area erinnert. Sie wurde dabei mit anderen Bands des Genres wie Deathrow, Drifter, Lääz Rockit und Destruction verglichen. Das Rock Hard bezeichnete Deztroyer als „thrashige Variante von Manilla Road“. Die Texte sind stark autobiografisch, auf Fantasy-Versatzstücke, Teufels-Thematik, Gewaltauslebung und andere genretypische Klischees wurde verzichtet.

## Diskografie
- Live in Erbach (Live-Album, 1987, Eigenveröffentlichung)
- Homicidal World (Demo, 1987, Eigenveröffentlichung)
- Drink and Forget (Demo, 1988, Eigenveröffentlichung)
- Big Surprise (Demo, 1988, Eigenveröffentlichung)
- The Forz (Demo, 1989, Eigenveröffentlichung)
- Climate Change (Album, 1990, Inline Music / D&S Recording)
- From Homicidal to the Change (Kompilation, 1997, Eigenveröffentlichung)
- The Remaining Stocks (Kompilation, 1998, Eigenveröffentlichung)
- Climate Change (CD mit Bonustracks, 2001, Eigenveröffentlichung)